# Like Wildfire
Like Wildfire er en amerikansk stumfilm fra 1917 af Stuart Paton.

## Medvirkende
- Herbert Rawlinson som Tommy Buckman
- Neva Gerber som Nina Potter
- L.M. Wells som John S. Buckman
- John Cook som Phillip Potter
- Howard Crampton som William Tobias